# Union de la Gauche Socialiste
De Union de la Gauche Socialiste UGS, Nederlands: Unie van Linkse Socialisten, was een politieke partij in Frankrijk.
De Union de la Gauche Socialiste was een uiterst linkse partij die in 1957 ontstond. De partij werd opgericht door leden van de procommunistisch linkervleugel van de SFIO, de Union Progressiste UP, door leden van de Parti de la Jeune République en trotskisten. Er waren christenen en marxisten in de UGS verenigd.
De Union de la Gauche Socialiste, de Parti Socialiste Autonome PSA en de Tribune du Communisme fuseerden in 1960 tot de Parti Socialiste Unifié PSU.